# Miss New York USA

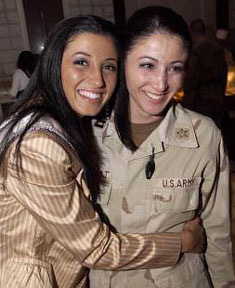
Miss New York USA 2004 Jaclyn Nesheiwat (izquierda) visitó las tropas estadounidense en Irak en marzo de 2004. Mientras en Bagdad, ella se encontró con su hermana, Army Capt. Julie Nesheiwat (derecha)

El certamen de Miss New York USA es el certamen que selecciona a la representante del Estado de Nueva York en el certamen de Miss USA.
Nueva York es uno de los estados más exitosos en el Miss USA, y está clasificado en el número tres en cuanto a número de ganadoras y clasificaciones. El éxito más grande del estado de Nueva York fue cuando clasificó consecutivamente desde 1957 a 1966. Nueva York también tuvo 3 consecutivas primeras finalistas desde 1972 a 1974. En 1954, Karin Huitman fue 2.ª finalista. Ella luego pasó a 1primera finalista, ya que la original primera finalista, Miss Virginia USA fue destronada porque era menor de edad (16 años). Ya que no había ninguna regla en 1954 en el que si Miss USA ganaba el Miss Universo, la primera finalista se convertiría en Miss USA, Karin fue sólo primera finalista. Huitman luego se convirtió en Miss Mundo USA 1954 quedando como 1.ª finalista en Miss Mundo 1954.
Si Shanna Moakler fuese contada, entonces Nueva York tendría el tercer (igual) número más alto de victorias de Miss USA. Nueva York también tiene el tercer puesto en cuanto a semi-finalistas (33).
Cuatro Miss New York USAs han competido en el Miss Teen USA, incluyendo a dos que ganaron la corona de Miss USA (Kimberly Pressler y Shanna Moakler). De ellas, sólo tres han tenido el título de Miss New York Teen USA; una representó a Rhode Island (Moakler) y la otra Nueva Hampshire (Maureen Murray). Sólo Miss New York USA ha competido en el Miss America.